# Xiangming Yizu Xiang
Xiangming Yizu Xiang (kinesiska: 象明, 象明彝族乡) är en socken i Kina. Den ligger i provinsen Yunnan, i den sydvästra delen av landet, omkring 360 kilometer sydväst om provinshuvudstaden Kunming.
Genomsnittlig årsnederbörd är 1 940 millimeter. Den regnigaste månaden är juli, med i genomsnitt 496 mm nederbörd, och den torraste är februari, med 24 mm nederbörd.